# Deldar
Deldar (persiska: دِلادَر, دلدر, Delādar, دُلدُر) är en ort i Iran.   Den ligger i provinsen Västazarbaijan, i den nordvästra delen av landet, 600 km väster om huvudstaden Teheran. Deldar ligger 1 982 meter över havet och antalet invånare är 561.
Terrängen runt Deldar är lite bergig. Runt Deldar är det ganska tätbefolkat, med 185 invånare per kvadratkilometer. Närmaste större samhälle är Ḩammāmlār, 10,5 km öster om Deldar. Trakten runt Deldar består i huvudsak av gräsmarker.